# 人潮溪镇
人潮溪乡，是中华人民共和国湖南省张家界市桑植县下辖的一个乡镇级行政单位。

## 行政区划
人潮溪乡下辖以下地区：
分水岭村、统子峪村、永安村、兴龙坪村、南斗溪村、和平村、红旗村、塔坪村、茶叶湾村、梅子坪村和金鸡村。